# Eija Salonen
Eija Salonen (* 10. Dezember 1975 in Kärkölä, Finnland) ist eine ehemalige finnische Biathletin.
Eija Salonen gab 1993 ihr Debüt im Biathlon-Weltcup als 63. im Sprint von Kontiolahti. Drei Jahre später gewann sie in Osrblie als 25. im Einzel erste Weltcuppunkte. 1996 nahm sie in Ruhpolding auch erstmals an Biathlon-Weltmeisterschaften teil und wurde 29. im Einzel. Ein erstes herausragendes Ergebnis erreichte sie 1999 mit einem dritten Platz mit der finnischen Staffel um Katja Holanti, Outi Kettunen und Annukka Mallat bei einem Rennen in Lake Placid. 2002/03 hatte Salonen ihr bestes Weltcupjahr. Im Rahmen der Weltmeisterschaften von Chanty-Mansijsk schaffte Salonen ihre beste Platzierung in einem Einzelrennen, als sie Siebte im Einzel wurde. Auch mit der Staffel erreichte sie bei der WM als Sechste eine gute Platzierung. In fünf Rennen kam sie in der Saison in die Punkteränge und wurde 42. im Gesamtweltcup.

## Biathlon-Weltcup-Platzierungen
Die Tabelle zeigt alle Platzierungen (je nach Austragungsjahr einschließlich Olympische Spiele und Weltmeisterschaften).
- 1.–3. Platz: Anzahl der Podiumsplatzierungen
- Top 10: Anzahl der Platzierungen unter den ersten zehn (einschließlich Podium)
- Punkteränge: Anzahl der Platzierungen innerhalb der Punkteränge (einschließlich Podium und Top 10)
- Starts: Anzahl gelaufener Rennen in der jeweiligen Disziplin

| Platzierung | Einzel | Sprint | Verfolgung | Massenstart | Staffel | Gesamt |
| ----------- | ------ | ------ | ---------- | ----------- | ------- | ------ |
| 1. Platz    |        |        |            |             |         |        |
| 2. Platz    |        |        |            |             |         |        |
| 3. Platz    |        |        |            |             | 1       | 1      |
| Top 10      | 1      |        |            |             | 13      | 14     |
| Punkteränge | 3      | 7      | 4          | 1           | 20      | 35     |
| Starts      | 22     | 43     | 19         | 1           | 20      | 105    |